# Kwas fitowy
Kwas fitowy – organiczny związek chemiczny, heksafosforan inozytolu. Występuje naturalnie w większości nasion, np. ziarnach i otrębach zbóż, kukurydzy oraz w roślinach strączkowych np. fasoli. Ma właściwości chelatujące (kompleksuje kationy, np. żelaza). Jest antyoksydantem. Efekty zdrowotne jego spożywania są oceniane sprzecznie. Wskazuje się, że przy jego konsumpcji w dużych ilościach efekty szkodliwe są większe niż korzyści.
Tworzy trwałe i nierozpuszczalne w przewodzie pokarmowym kompleksy z jonami Fe2+
, Zn2+
, Mg2+
, Ca2+
, Cu2+
 i in., obniżając ich przyswajanie. Może to prowadzić do braków żelaza i cynku u osób, których dieta opiera się głównie na zbożach i roślinach strączkowych, jak w krajach rozwijających się i wegetarian. Podejrzewa się go także o powodowanie krzywicy. Istnieją jednak badania, wskazujące, że spożywanie dużych ilości pokarmów bogatych w kwas fitowy chroni przed osteoporozą i może być korzystne w leczeniu cukrzycy.
Związek ten promowany jest jako przeciwrakowy suplement diety. Jego aktywność biologiczna jest przedmiotem badań na modelach komórkowych i zwierzęcych, jednak mechanizm jego działania jest nieznany (2017). Istnieją przy tym kontrowersje co do możliwości jego przenikania z przewodu pokarmowego ludzi i obecności w osoczu i moczu.